# Калька, Дитер
Дитер Калька (нем. Dieter Kalka; род. 25 июня 1957 года в Альтенбурге) — немецкий поэт, писатель, драматург, автор песен, издатель, переводчик и логопед.

## Биография
В 1980-м году Дитер был вынужден прекратить учебу в высшей технической школе в связи с незаконным владением и распространением произведений. В середине 80-х годов он подрабатывал, сочиняя тексты песен, аккомпанируя бандониону. В 1987 году Дитер был удостоен награды на Фестивале национального шансона в ΓДР, а также получил приз за авторство песен. Позже он публично вернул приз, когда его принуждали исполнить песню, с которой он не хотел выступать.
В 80-х годах вместе со своей группой Dieters Frohe Zukunft / Светлое будущее Дитера Кальке организовал для авторов песен и их исполнителей подпольный клуб «Рингельфольк», в котором можно было спокойно выступать без какой-либо цензуры. Начиная с середины 90-х годов он занимался переводами польской литературы (Кшиштоф Пачуски, Александр Розенфельд, Вальдемар Драс, Иоланта Пител, Агнешка Гаупе-Калька, Богдан Задура) и получил за это премию в номинации литератургии в 1999 году. В 1998 году в кругу немецко-польских поэтов он сыграл свадьбу с полькой Агнешкой Гаупе-Калькой, поэтессой сказок.

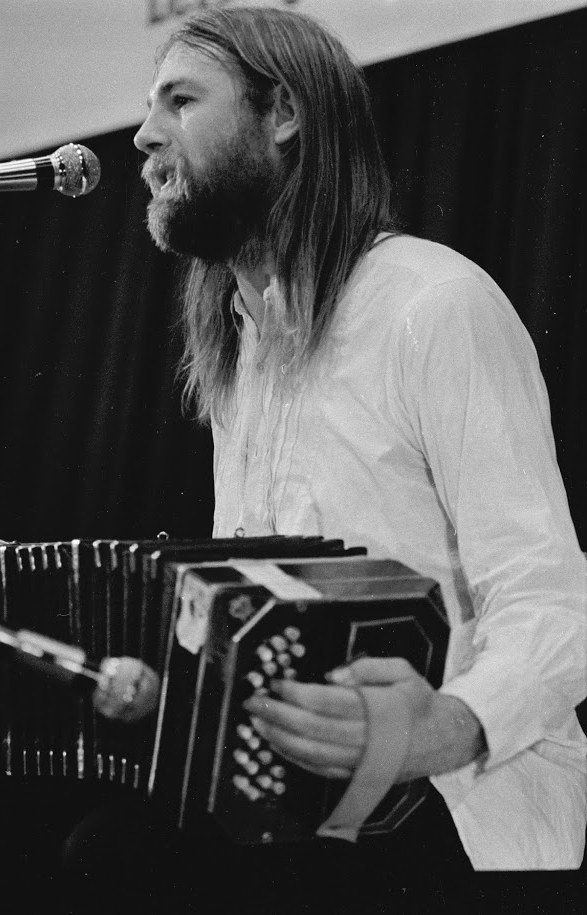
Дитер Калька в 1987 году

Калька опубликовал дюжину стихотворных и поэтических произведений как на немецком, так и на польском языках, а также выпустил несколько компакт-дисков, среди которых также известны Лейпцигские Лидерсцены. Дитер Кальке посвятил в 2018 году целый фильм такому немецкому литературному направлению, как Миннезанг (любовная песня). Олтичительные особенности его стихотворений в группе «Der Schleier/Шляер».
В своем романе «Зюдичка» он описывает распространение восточных христиан на протяжении тысячелетия, а также геноцид славянских народов на территории между реками Эльба и Одра. В этом романе Кальке проявляет себя как знаток славянской мифологии. В произведении появляются такие персонажи, как Водянов, Перун, оборотень, Мокошь и другие. Роман перевел на польский язык Ришард Боровик.
Дитер Кальке исполнял многие песни Владимира Высоцкого, воодушевившись его творчеством, прослушивая пластинки.
На сегодняшний день Дитер Кальке руководит логопедической клиникой в Лейпциге и живет в Мейзельвице.

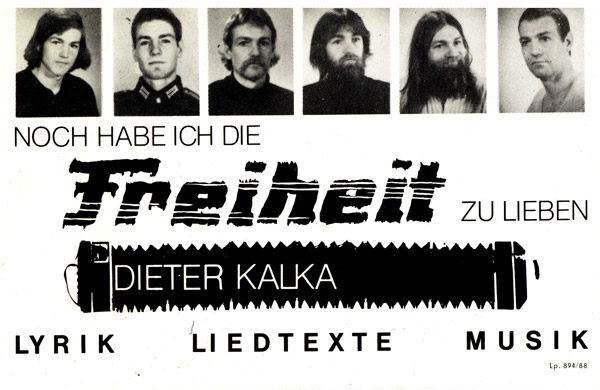
1988

## Публикации

### Песенные программы
- 1982 Meuselwitzer Lieder
- 1984 Der Bauernmarkt von Klein-Paris, (Dieters Frohe Zukunft)
- 1985 Das utopische Festival
- 1988 Noch habe ich die FREIHEIT zu lieben
- 1989 Sonnen-Wende

### Библиография

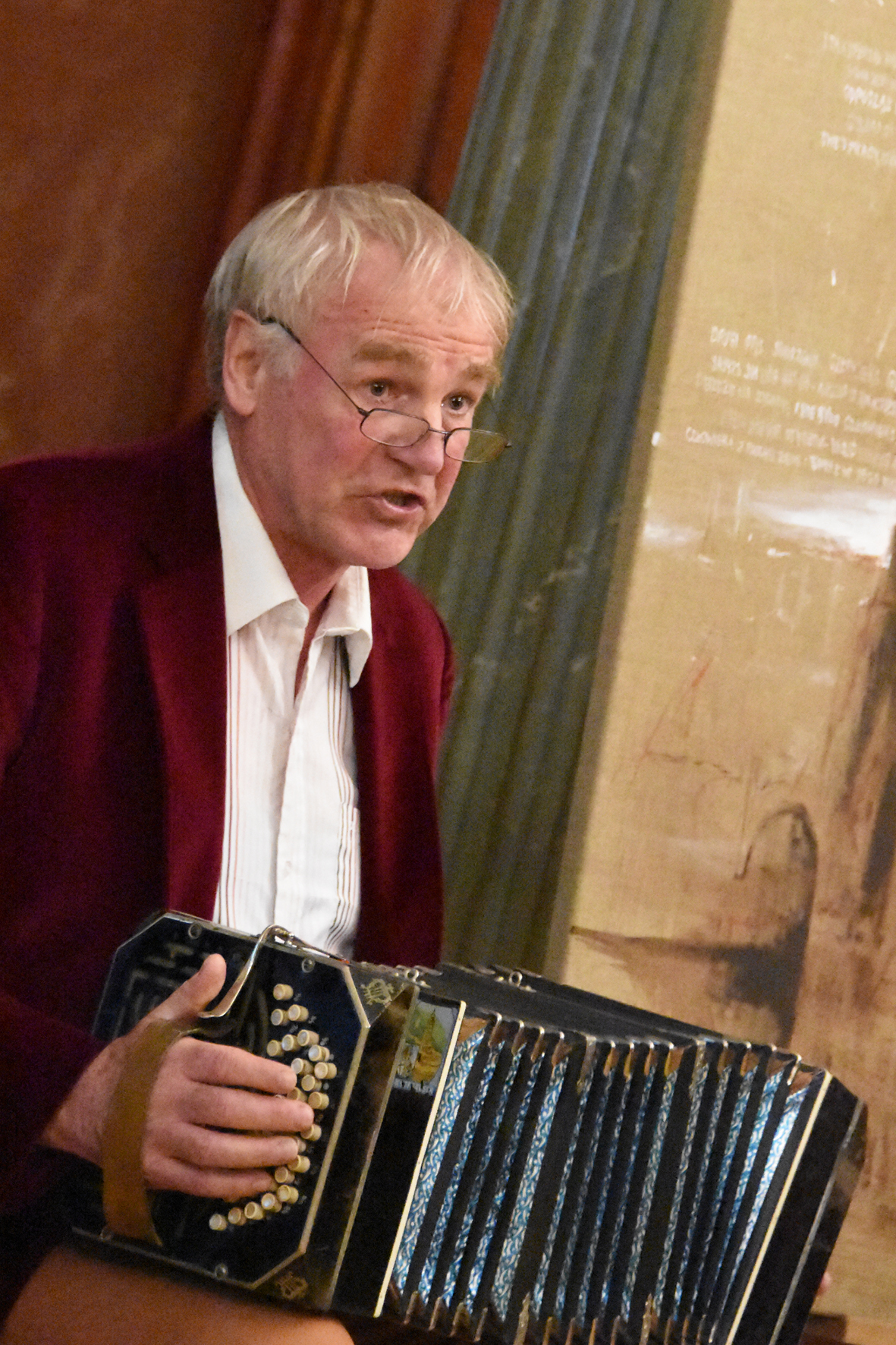
Дитер Калька в По́знаньи в 2018 году. Фото: Анджей Вальтер

### Дискография
- 1988 Noch habe ich die Freiheit zu lieben. магнитиздат, Лейпциг.
- 1998 Uferlose Wälder.[12]
- 2000 Njabaczny Mur/Die unsichbare Mauer, Минск (Виктор Шалкевич[бел.], Алесь Камоцкий[бел.], Шимок Зыхович и Дитер Калька)
- 2018 Leipziger Liederszene der 1980er Jahre, DVD/CD/книга, Лейпциг

## Призы
- Приз за дни Национального Шансона ГДР 1987
- Приз Niederneißische Literaturtage 1999